# Сільце (Тернопільський район)
Сільце́ — село в Україні, у Підгаєцькій міській громаді Тернопільського району Тернопільської області. Розташоване на річці Коропець на півдні району. До 2020 року  адміністративний центр колишньої однойменної сільради. До Сільця приєднано хутори Застав'я, Кадуби та Нова Гребля; у зв'язку з переселенням жителів село Леонти та х. Собеско виведені з облікових даних. До 1990 року належало до Бережанського району. 
Населення — 1600 особи (2007).

## Населення

### Мова
Розподіл населення за рідною мовою за даними перепису 2001 року:
| Мова       | Кількість | Відсоток |
| ---------- | --------- | -------- |
| українська | 1193      | 99.92%   |
| російська  | 1         | 0.08%    |
| Усього     | 1194      | 100%     |

## Історія
Перша писемна згадка — 1466 року.

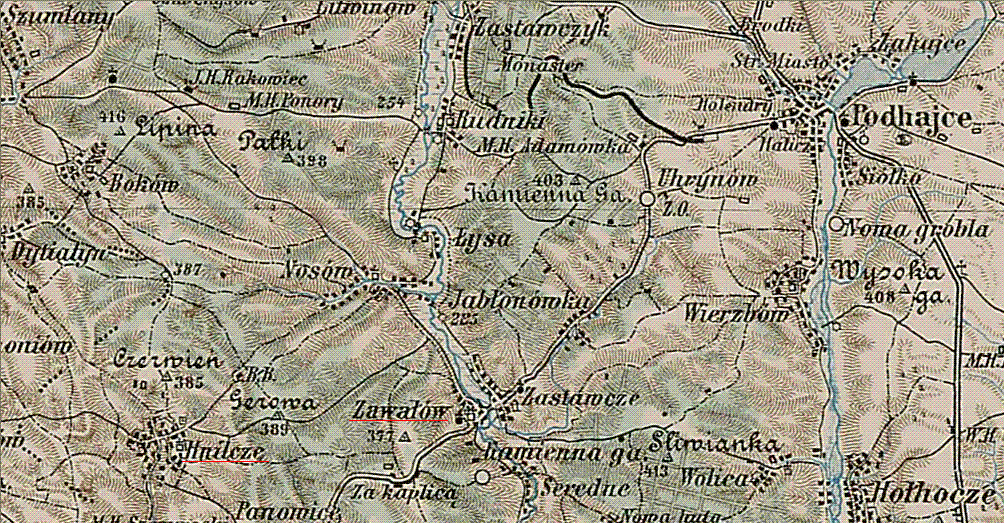
Територія навколо Сільце на військовій австрійській карті

Діяли «Просвіта», «Рідна школа», «Сільський господар» та інші товариства, кооператива. У 1937 році на х. Нова Гребля була велика пожежа, залишилося 2 будинки.
1957 року в Сільці сталась велика повінь (1 особа загинула).
12 червня 2020 року, відповідно до розпорядження Кабінету Міністрів України № 724-р «Про визначення адміністративних центрів та затвердження територій територіальних громад Тернопільської області» увійшло до складу Підгаєцької міської громади.
19 липня 2020 року, в результаті адміністративно-територіальної реформи та ліквідації Підгаєцького району, село увійшло до складу Тернопільського району.

## Релігія
- церква святих верховних апостолів Петра і Павла (1996, УГКЦ),
- церква Святих Апостолів Петра і Павла (1997, ПЦУ),
- каплиці св. Володимира (1992, х. Нова Гребля), св. Петра і Павла (1941, дерев.),
- «фігура» Божої Матері (1932, відновл. 1990).

## Пам'ятники

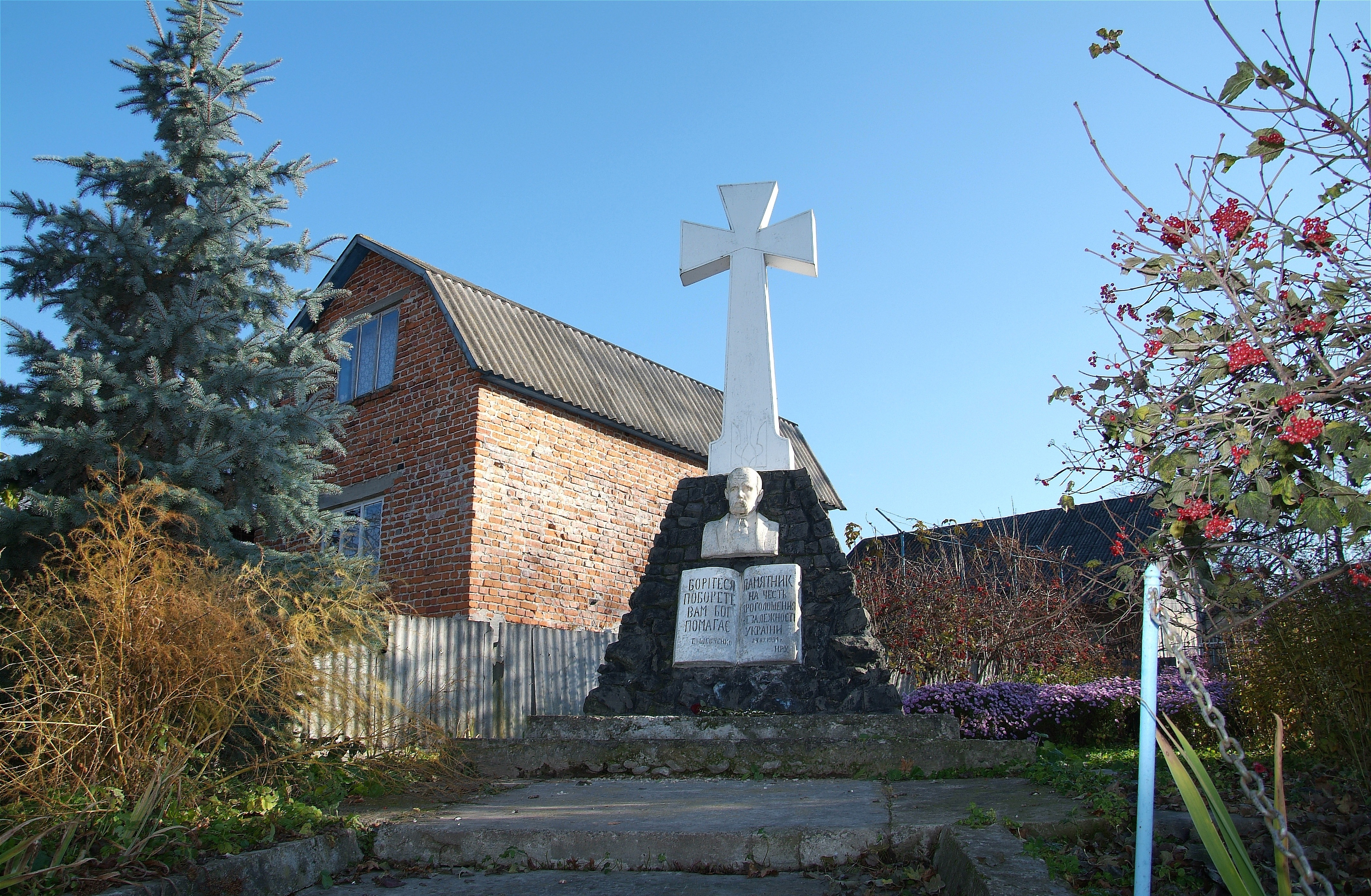
Пам'ятник Тарасові Шевченку

Споруджено пам'ятники жертвам 2-ї світової війни та односельцям (1988), Т. Шевченку (1992), встановлено пам'ятні хрести на честь скасування панщини (відновлено 1990) і проголошення незалежності України (1992), насипані братські могили УСС (1919, на місці похов. 3-х вояків) та діячам ОУН і УПА (1992, на місц і перепоховання), 2 символічні могили Борцям за волю України (відновлено 1991).
Пам'ятник Т. Шевченку
Щойновиявлена пам'ятка монументального мистецтва.
Встановлений 1992 р. Скульптор – М. Папіш.
Хрест, постамент – камінь.
Висота – 2,3 м, висота барельєфу Т. Шевченка – 0,5 м.

## Соціальна сфера
Працюють ЗОШ 1-2 ступ., клуб, бібліотека, ФАП, ТзОВ «Сільцівське», 3 фермерські господарства, торговельний заклад.

## Відомі люди

### Народилися
- військовик, громадський діяч, поет М.-Д. Гайва,
- громадські діячі М. Іваськевич та В. Чибрас,
- громадский діяч М. С. Гайва (Корпан),
- Северин Титус Моравський - львівський латинський арцибіскуп [6]
- Станіслав Кулон[pl] - польський скульптор

## Галерея

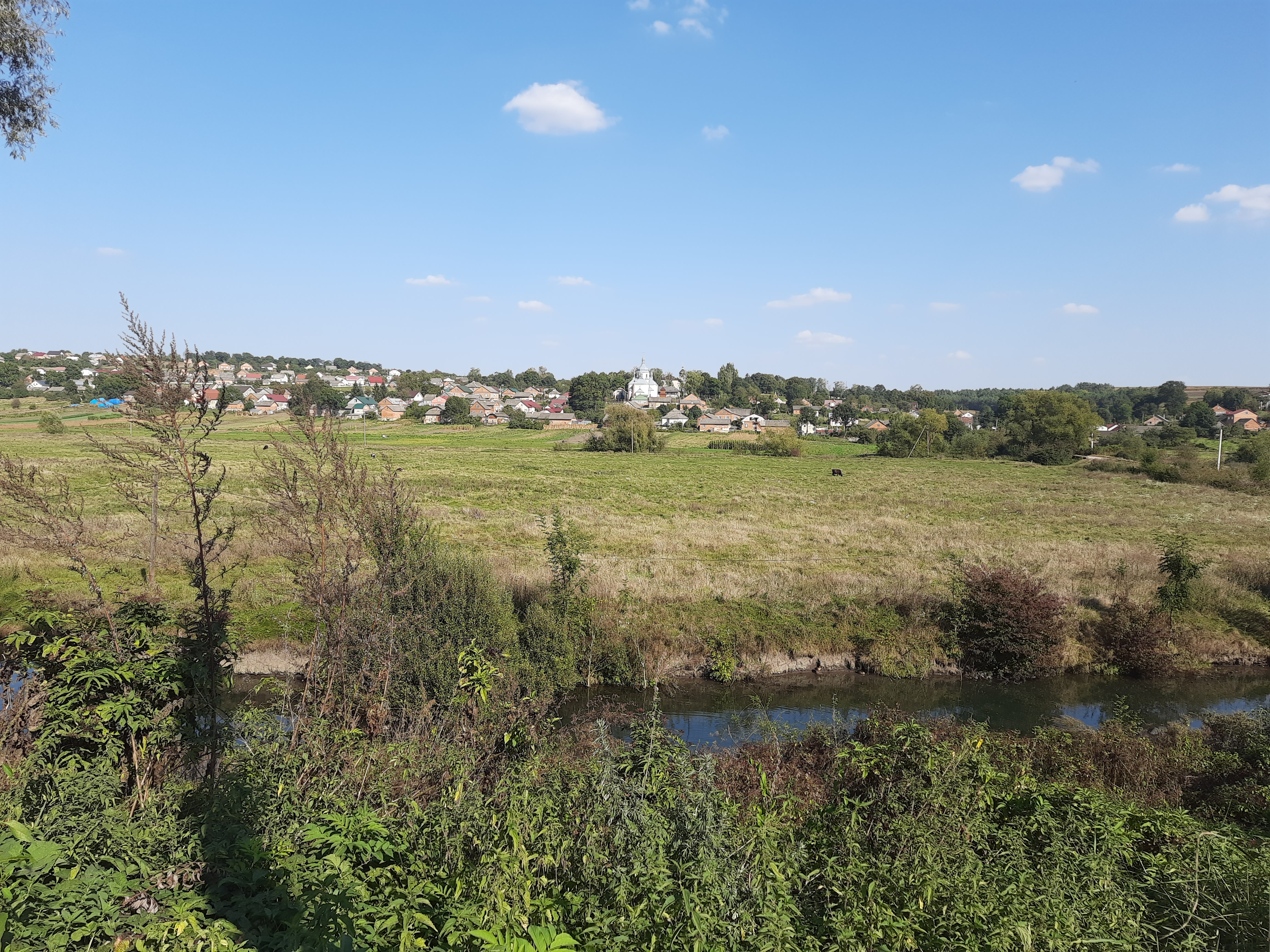
Вигляд на село
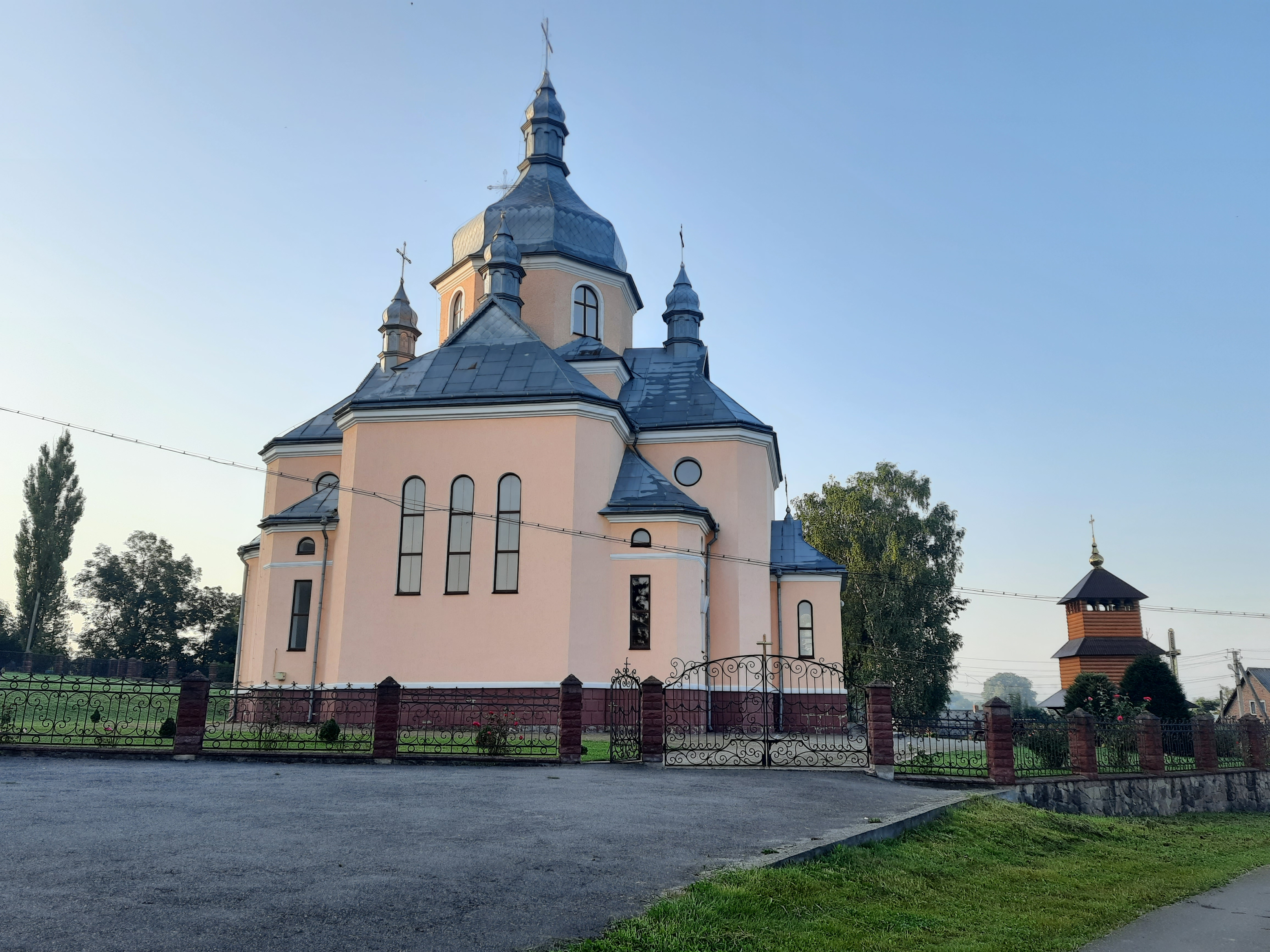
Церква Cвятих Апостолів Петра і Павла УГКЦ
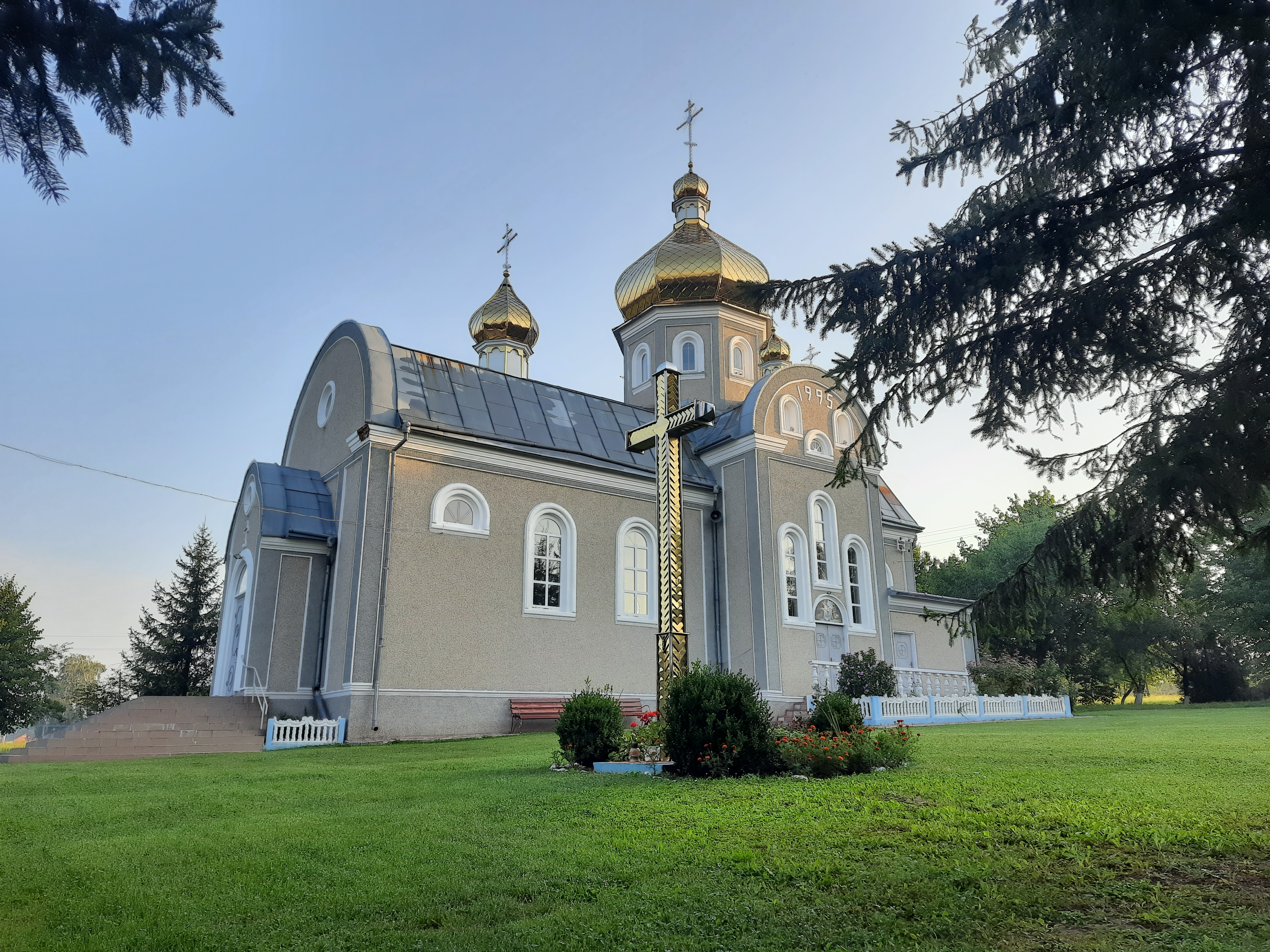
Церква Святих Апостолів Петра і Павла ПЦУ
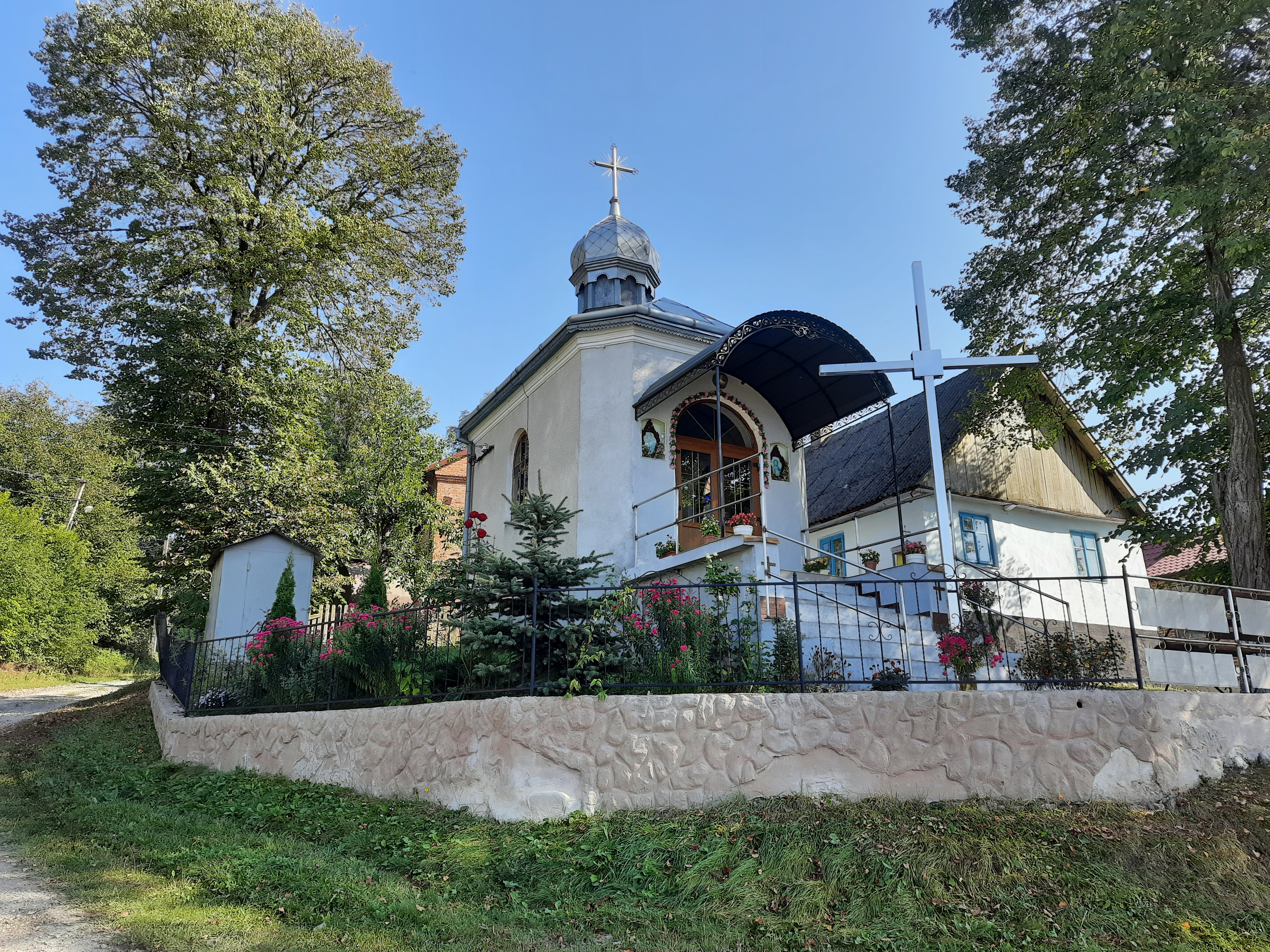
Каплиця Святого Володимира (1992, х. Нова Гребля)
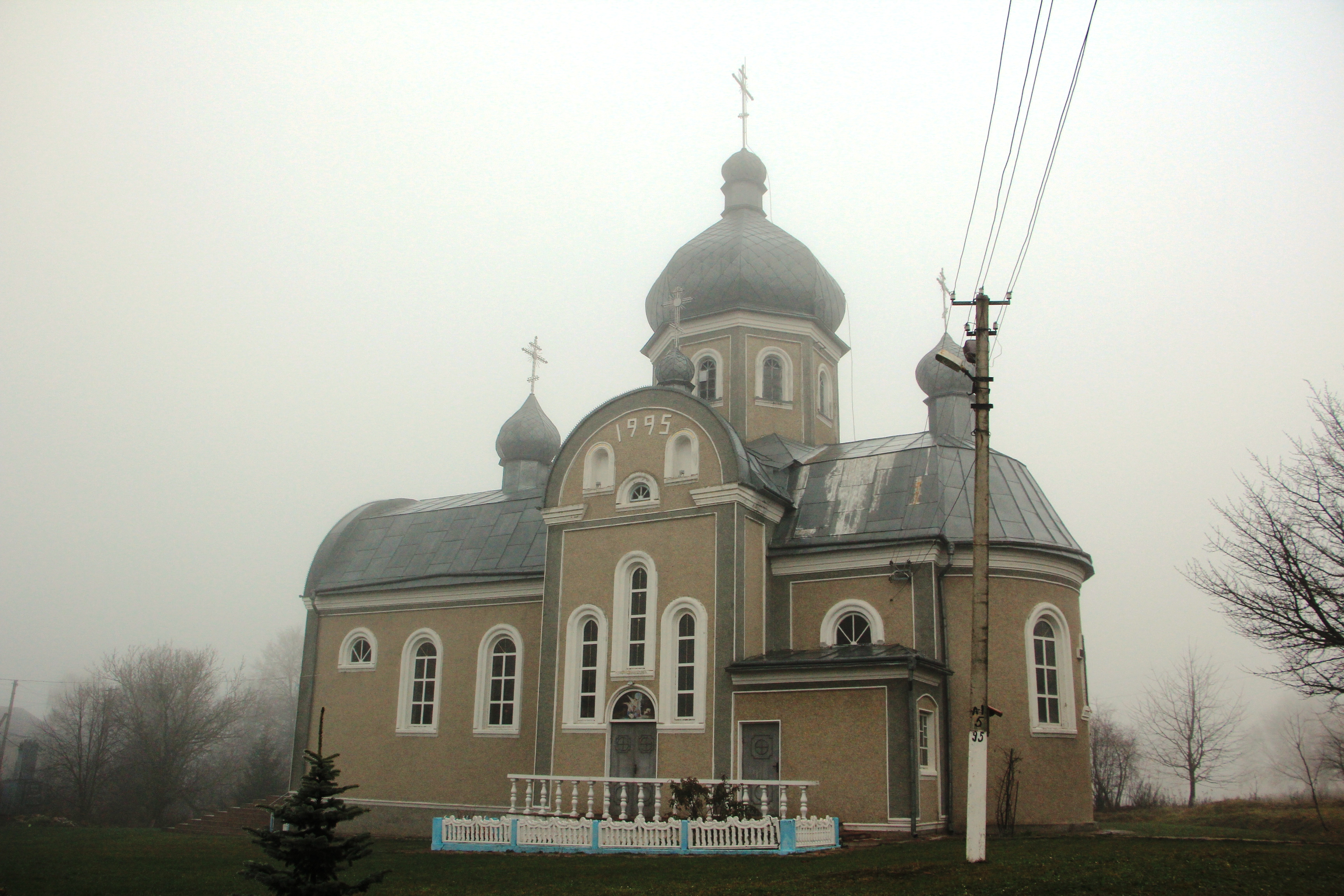
Церква Петра і Павла 1995
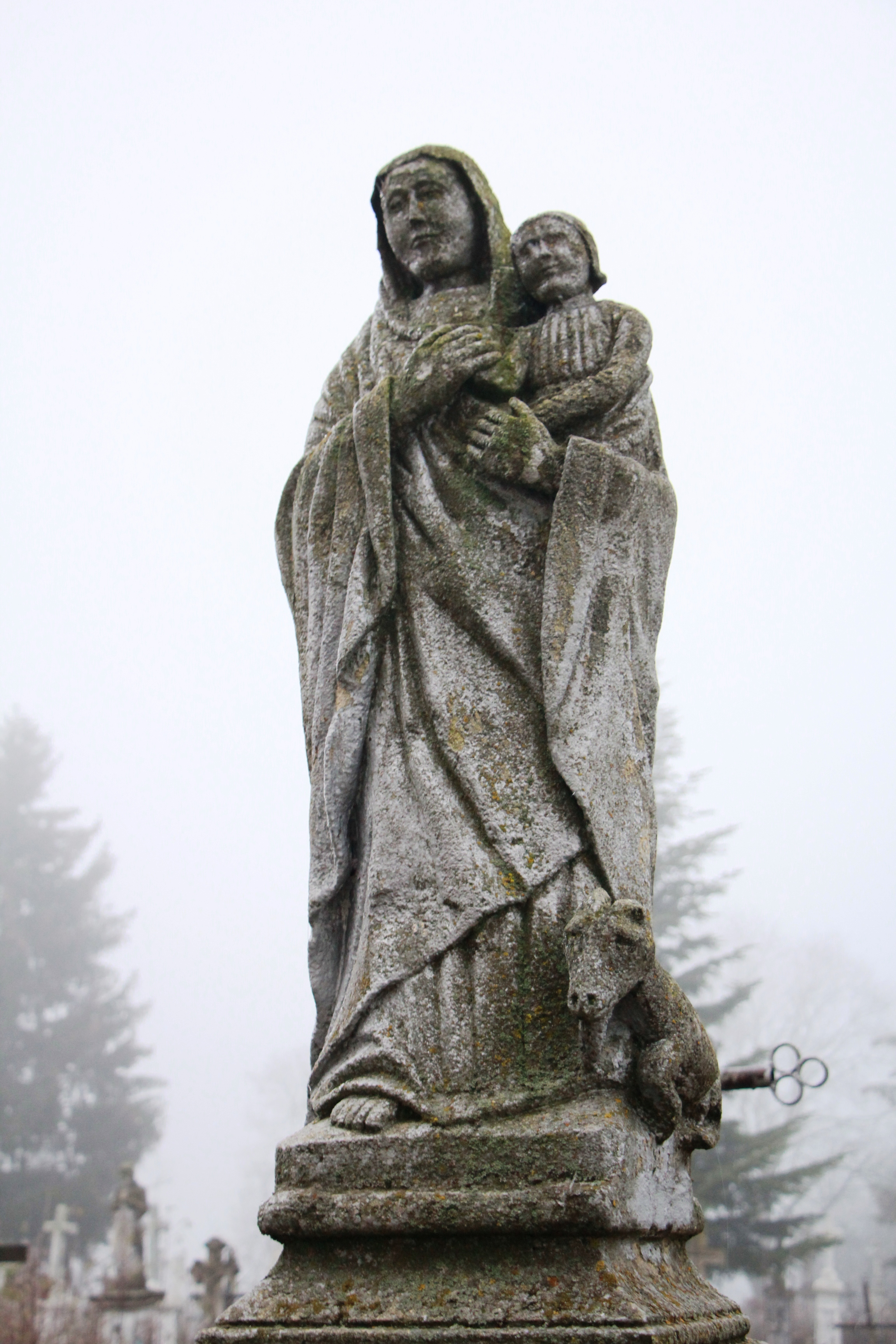
Кам'яна скульптура на цвинтарі
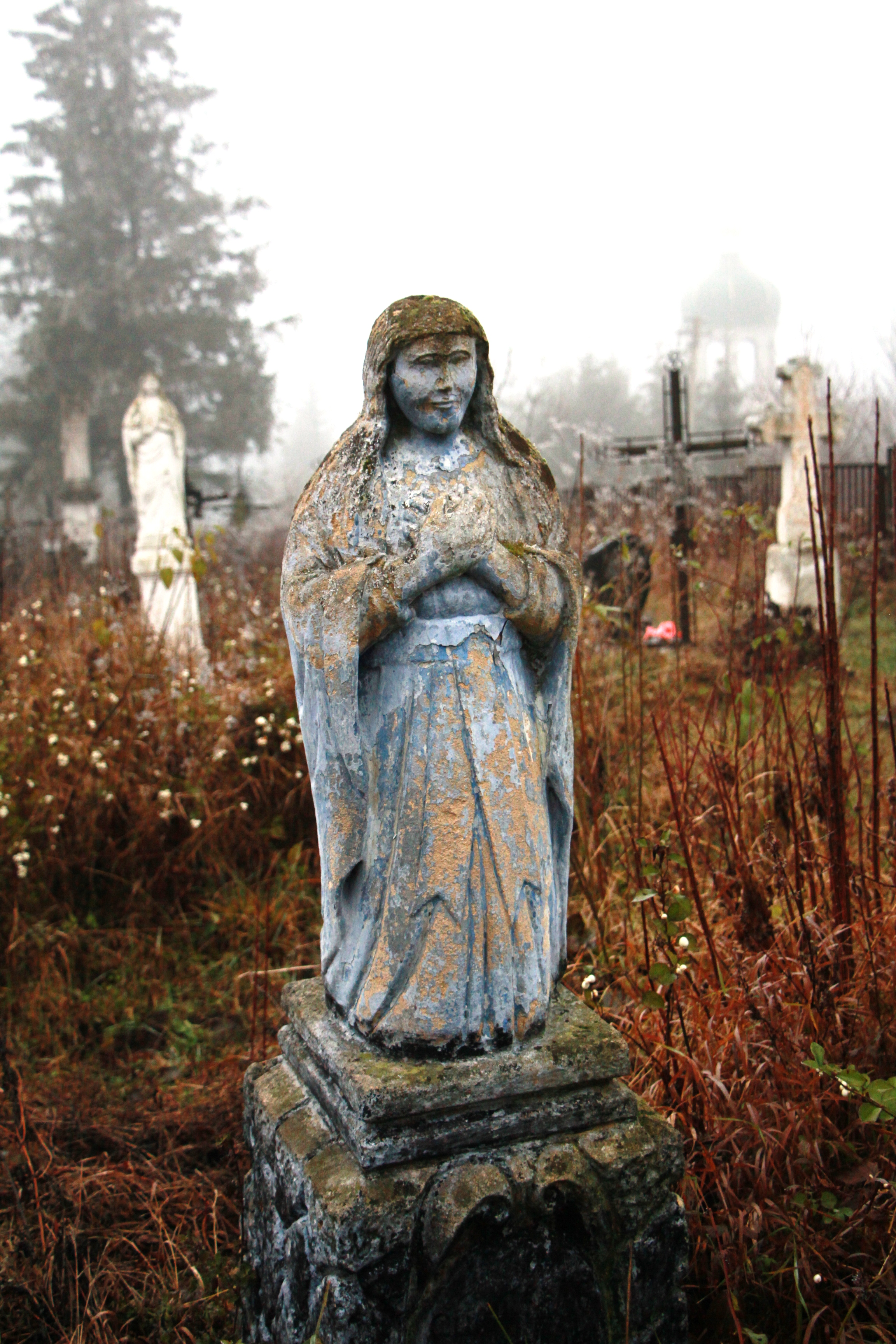
Кам'яна скульптура на цвинтарі
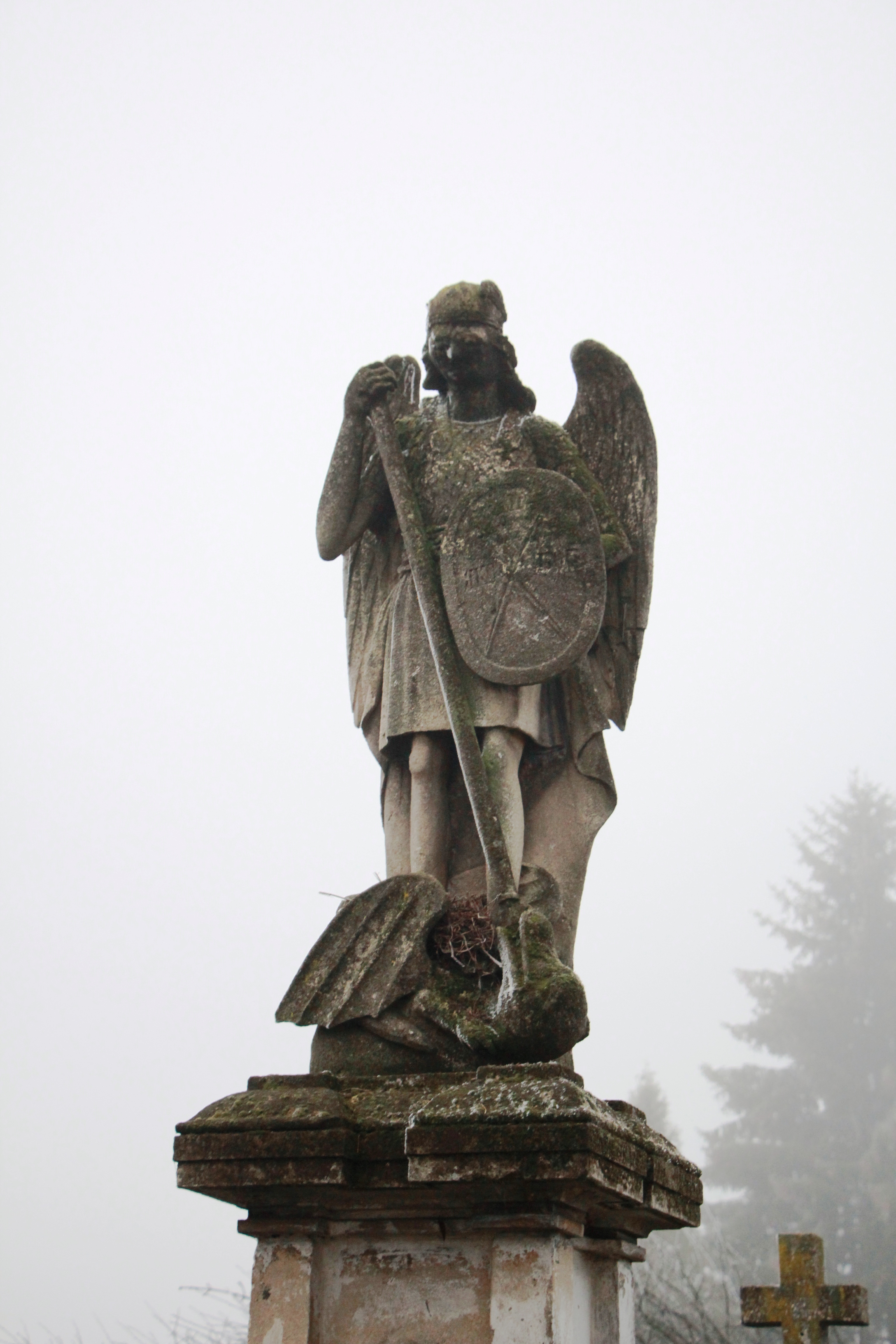
Кам'яна скульптура на цвинтарі